# Лебедєва Мотря
Лебедєва Мотря (дата народження невідома — пом. 1915, Київ) — українська співачка (драматичне сопрано) і актриса. Відома за виступами в театрі Миколи Садовського (1907–1915).

## Відомості
У театрі Садовського — з 1907 року.
Про роботу Мотрі в цьому театрі Василь Василько згадував таке: «Співачка (драматичне сопрано) на другі партії. Одночасно грала драматичні ролі дівчат. Була висока на зріст, миловидна, рухлива, мала добре розвинену міміку. Створила чудові образи Дорини („Ой не ходи, Грицю“ М. Старицького), Афінни-Паллади та Ганни („Енеїда“ М. Лисенка), Матері („Катерина“ М. Аркаса)».
Один з критиків про її партію в «Енеїді» писав: «Мотря Лебедєва дала теж цільний гарний образ „злої Юнони“ і виявила сильний і приємний голос. Манери, рухи, тоніровка д-ки Лебедєвої були прекрасні».
Передчасно померла в 1915 році.

## Найкращі ролі
- Дорина («Ой не ходи, Грицю» М. Старицького)
- Афіна-Паллада, Ганна («Енеїда» М. Лисенка)
- Мати («Катерина» М. Аркаса)
- Няня («Вій» М.  Кропивницького)